# Vicente Perez Rosales nationalpark
Vicente Perez Rosales nationalpark är en nationalpark i Chile. Den ligger i regionen Región de Los Lagos, i den södra delen av landet, 900 km söder om huvudstaden Santiago de Chile. Arean är 254 kvadratkilometer.
I omgivningarna runt Vicente Perez Rosales nationalpark växer i huvudsak blandskog. Runt Vicente Perez Rosales nationalpark är det glesbefolkat, med 12 invånare per kvadratkilometer.